# Anklesvar INA
Anklesvar INA é uma cidade e uma zona industrial no distrito de Bharuch, no estado indiano de Guzerate.

## Demografia
Segundo o censo de 2001, Anklesvar INA tinha uma população de 16,288 habitantes. Os indivíduos do sexo masculino constituem 54% da população e os do sexo feminino 46%. Anklesvar INA tem uma taxa de alfabetização de 78%, superior à média nacional de 59.5%; com 55% para o sexo masculino e 45% para o sexo feminino. 14% da população está abaixo dos 6 anos de idade.